# 2004 Lexell
2004 Lexell (1973 SV2) là một tiểu hành tinh vành đai chính được phát hiện ngày 22 tháng 9 năm 1973 bởi N. Chernykh ở Nauchnyj.